# ورزشگاه اصلی بازی‌های آسیایی اینچئون
ورزشگاه اصلی بازی‌های آسیایی اینچئون (به کره‌ای: 인천아시아드주경기장) یک ورزشگاه در شهر اینچئون، کره جنوبی است.
این ورزشگاه در ژوئن ۲۰۱۱ شروع به ساخت و در ژوئیه ۲۰۱۴ تأسیس شده است و ورزشگاه اصلی بازی‌های آسیایی ۲۰۱۴ می‌باشد.